# Logan Lake
Logan Lake es un municipio distrital canadiense situado en la provincia de Columbia Británica.

## Superficie
Logan Lake tiene una superficie de 324,28 km².

## Demografía
En 2021, tenía 2255 habitantes, una densidad poblacional de 7 hab./km², y 1135 viviendas.